# NGC 752
NGC 752 (také známá jako Caldwell 28, Collinder 23, Melotte 12) je velká otevřená hvězdokupa v souhvězdí Andromedy vzdálená od Země 1 490 světelných let. Její hvězdná velikost je 5,7. Objevil ji Giovanni Battista Hodierna před rokem 1654.

## Pozorování

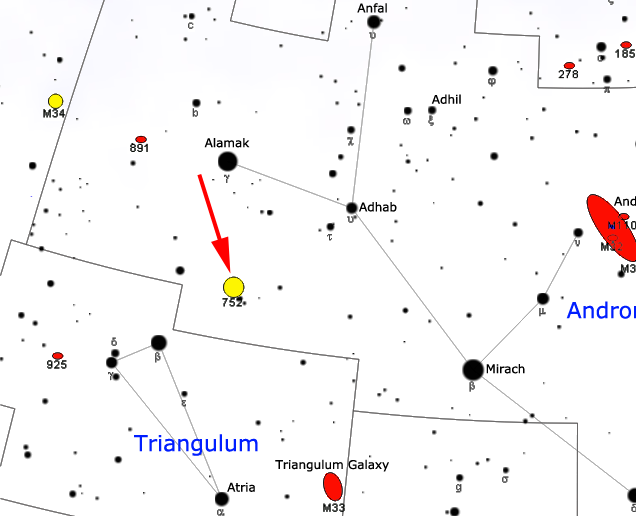
Poloha NGC 752 v souhvězdí Andromedy.

Hvězdokupu je možné bez potíží najít severně od souhvězdí Trojúhelníku, přibližně 3,5° severozápadně od hvězdy Beta Trianguli (β Tri) s magnitudou 3,0. Na průzračné tmavé obloze je viditelná pouhým okem jako slabý jasný kroužek, zatímco triedr ji může rozložit na rozptýlenou soustavu několika desítek hvězd, jejichž převažující barva je žlutá a oranžová. V dalekohledu o průměru 100 mm je pak možné rozpoznat kolem 60 hvězd magnitudy 9 a slabších,
které zaplňují velkou část zorného pole již při základním zvětšení. Větší přístroje s delším ohniskem již nejsou k jejímu pozorování vhodné, protože se kvůli přílišnému zvětšení nevejde do zorného pole, a tím se ztrácí celkový pohled na hvězdokupu.
NGC 752 má střední severní deklinaci, což je výhodné pro pozorovatele na severní polokouli, kde je viditelná mnoho nocí během roku. Naopak na jižní polokouli je její pozorování poněkud nevýhodné, ale přesto je možné ji pozorovat ze středně velkých zeměpisných šířek. Nejvhodnější období pro její pozorování na večerní obloze je od září do března.

## Historie pozorování
Hvězdokupu objevil Giovanni Battista Hodierna před rokem 1654. Jeho pozorování ovšem zůstalo dlouhou dobu v zapomnění, a proto ji nezávisle spoluobjevila Caroline Herschel v roce 1783 pomocí dalekohledu o průměru 4,2 palce a ohlásila ji svému bratru Williamovi, který ji zapsal do svého katalogu v roce 1786. Popsal ji jako velmi rozsáhlou a rozptýlenou hvězdokupu tvořenou jasnými hvězdami, která je viditelná i pouhým okem jako mlhavá hvězda.
Na počátku 19. století ji znovu pozoroval John Herschel a přidal ji do svého katalogu General Catalogue of Nebulae and Clusters pod číslem 457.

## Vlastnosti
NGC 752 je velmi rozsáhlá a rozptýlená otevřená hvězdokupa, která leží v odhadované vzdálenosti 1 490 světelných let od Země a nachází se uvnitř ramena Orionu. Její vzdálenost je přibližně dvojnásobná oproti OB asociaci Melotte 20 a nachází se tak za molekulárním mračnem, které zakrývá Mléčnou dráhu ve směru souhvězdí Persea a Žirafy a nachází se v podobné vzdálenosti jako Perseovo molekulární mračno.
Její poměrně velké stáří je odhadováno na 1,4 miliardy let, protože její nejžhavější hvězdy jsou spektrálního typu A2. Jde tedy o jednu z nejstarších otevřených hvězdokup, které známe, i když je mnohem mladší než Messier 67 a NGC 188. Většina z přibližně 80 jejích hvězd je spektrální třídy F ve stavu podobra, ale je zde známo nejméně 15 červených obrů. Hvězdokupa pravděpodobně hostí i mnoho hvězd s malou hmotností, jako například červené trpaslíky a možná i bílé trpaslíky, ale jejich podíl na celkové hmotnosti hvězdokupy je zanedbatelný.
Nejjasnější hvězda HD 11885 s magnitudou 7,1 se nachází v menší vzdálenosti a do hvězdokupy nepatří.
Průzkum provedený pomocí rentgenové družice ROSAT v této části oblohy objevil 49 slabých zdrojů rentgenového záření, ze kterých přinejmenším 7 může být skutečnými členy hvězdokupy, z toho tři jsou krátkoperiodické dvojhvězdy, jedna se zdá být modrý opozdilec a jedna je asi rychle rotující hvězdou.